# Knuthenborg
|  | Herregården Knuthenborg - ikke at forveksle med Knuthenborg Safaripark, som er dyreparken på stedet. |
Knuthenborg er en gammel hovedgård, som ligger på Lolland lige nord for Maribo (Hunseby Sogn, Musse Herred, Maribo Amt). Gården blev tidligere kaldt Aarsmarke og nævnes første gang i 1372. Grevskabet Knuthenborg blev oprettet 2. marts 1714 og varede til 1919.
Hovedbygningen er opført mellem 1865 og 1866 ved H.S. Sibbern og udvidet i 1885. Bygningerne er beliggende i Nordeuropas største parkanlæg i engelsk stil og huser i dag Knuthenborg Safaripark, der er en af de mest besøgte turistattraktioner i Danmark.
Knuthenborg Gods er på 2338 hektar med Skovgård, Bøgagergård og Toftegård.

## Knuthenborg Safaripark
Knuthenborg Safaripark tog sin begyndelse allerede i 1860, hvor man kunne besøge parken mod at købe billet. I 1950'erne oprettede man en dyrehave med sikahjorte, og i 1969 ankom en håndfuld eksotiske dyr til parken, hvilket blev starten på Knuthenborg Safaripark. I dag rummer parken mere end 1.000 dyr heribalndt sibiriske tigre, giraffer og næsehorn og den bliver besøgt af over 250.000 mennesker hvert år. Knuthenborg Safaripark er Nordeuropas største safaripark, og den er indrettet så man køre rundt i de forskellige områder i bil. Store dele kan også besøges til fods eller på cykel, mens områder med særligt farlige dyr som ulve kun kan besøges i bil.

## Ejere af Knuthenborg
- (1372-1425) Niels Sivertsen Grubendal m.fl.
- (1425-1465) Hans Albreckt Nielsen Grubendal
- (1465-1500) Jørgen Olsen Baad
- (1500-1527) Albreckt Jørgensen Baad
- (1527-1543) Knud Urne
- (1543-1552) Hans Knudsen Urne
- (1552-1577) Axel Knudsen Urne
- (1577-1622) Knud Axelsen Urne
- (1622-1663) Christopher Knudsen Urne
- (1663-1667) Christopher Knudsen Urnes dødsbo
- (1667-1681) Cornelius Pedersen Lerche
- (1681) Søster Corneliusdatter Lerche gift von Knuth
- (1681-1697) Eggert Christopher von Knuth
- (1697-1714) Søster Corneliusdatter Lerche gift von Knuth
- (1714-1736) Adam Christopher lensgreve von Knuth
- (1736-1747) Ide Margrethe Reventlow gift von Knuth
- (1747-1776) Eggert Christopher lensgreve von Knuth
- (1776-1802) Johan Henrik lensgreve Knuth
- (1802-1818) Frederik lensgreve Knuth
- (1818-1856) Frederik Marcus lensgreve Knuth
- (1856-1874) Eggert Christopher lensgreve Knuth
- (1874-1888) Adam Wilhelm lensgreve Knuth
- (1888-1920) Eggert Christopher lensgreve Knuth
- (1920-1967) Frederik Marcus lensgreve Knuth
- (1967-1970) Frederik Marcus lensgreve Knuth / Adam Wilhelm Josef greve Knuth
- (1970-1987) Adam Wilhelm Josef lensgreve Knuth
- (1987-2001) Adam Wilhelm Josef lensgreve Knuth / Charlotte Birgitte Bille-Brahe-Selby lensgrevinde Knuth
- (2001-2006) Adam Wilhelm Josef lensgreve Knuth / Charlotte Birgitte Bille-Brahe-Selby lensgrevinde Knuth / Adam Christoffer lensgreve Knuth
- (2006-) Adam Christoffer lensgreve Knuth